# Allcon Budownictwo
Allcon Budownictwo – polskie przedsiębiorstwo budowlane z siedzibą w Gdyni założone w 1990 roku.

## Historia
- 1990 – powstanie przedsiębiorstwa budowlanego Allcon
- 1993 – przekształcenie w spółkę z ograniczoną odpowiedzialnością
- 1999 – przekształcenie w spółkę akcyjną i powstanie grupy Allcon
- 2009 – przekształcenie Allcon S.A. w Allcon Budownictwo spółka z ograniczoną odpowiedzialnościąS.K.A.
- 2014 – przekształcenie Allcon Budownictwo spółka z ograniczoną odpowiedzialnością S.K.A. w Allcon Budownictwo spółka z ograniczoną odpowiedzialnością sp.k.
- 2017 – przekształcenie Allcon Budownictwo spółka z ograniczoną odpowiedzialnością sp. k. w ALLCON BUDOWNICTWO spółka z ograniczoną odpowiedzialnością

## Działalność
Allcon realizuje inwestycje budowlane w formułach generalnego wykonawstwa oraz zaprojektuj i wybuduj w zakresie budynków biurowych, budynków użyteczności publicznej, hoteli, obiektów przemysłowych, komercyjnych i służby zdrowia, osiedli mieszkaniowych oraz apartamentowców.
Firma wybudowała m.in. hotel Rezydent w Sopocie, gdański hotel Radisson Blu, sopocki Krzywy Domek, Tarasy Bałtyku oraz gmach Biblioteki Głównej Uniwersytetu Gdańskiego.

## Certyfikaty i nagrody
Firma zdobyła nagrody w konkursie „Budowa Roku”, została również nagrodzona w konkursie Gryf Pomorski 2006. Otrzymał nagrodę I stopnia w kategorii średnich i małych przedsiębiorstw. Firma otrzymała także Pomorską Nagrodę Jakości, m.in. w 2004 i 2015.